# خوشچاک
خوشچاک (به لهستانی:  Choszczak) یک روستا در لهستان می باشد که در گمینا دنبه ویلکیه واقع شده‌است. خوشچاک ۱۴ نفر جمعیت دارد.